# Carlo Furno
Carlo Furno (ur. 2 grudnia 1921 w Bairo, zm. 9 grudnia 2015 w Rzymie) – włoski duchowny rzymskokatolicki, dyplomata watykański, wielki mistrz Zakonu Rycerskiego Grobu Bożego w Jerozolimie w latach 1995–2007, archiprezbiter bazyliki Matki Bożej Większej w latach 1997–2004, kardynał.

## Życiorys
Studiował w seminarium w Ivrea, przyjął tamże święcenia kapłańskie 25 czerwca 1944. Kontynuował naukę na Wydziale Teologicznym Salezjańskiego Athenaeum Crocetto w Turynie oraz w Papieskim Seminarium w Rzymie (obronił doktorat obojga praw) i na Papieskiej Akademii Duchownej w Rzymie (szkole dyplomacji Stolicy Apostolskiej). Bezpośrednio po święceniach kapłańskich pracował jako duszpasterz w diecezji Ivrea, w 1947 wyjechał na dalsze studia do Turynu i Rzymu. Od 1953 pracował w dyplomacji watykańskiej; był attaché i sekretarzem nuncjatury w Kolumbii (1953–1957) i w Ekwadorze (1954–1957), następnie sekretarzem delegatury apostolskiej w Jerozolimie (1957–1962). Otrzymał tytuły nadzwyczajnego tajnego szambelana papieskiego (24 czerwca 1954) i prałata honorowego Jego Świątobliwości (29 czerwca 1966). Od 1962 pracował w sekcji pierwszej Sekretariatu Stanu, prowadził także zajęcia w Papieskiej Akademii Duchownej.
1 sierpnia 1973 został mianowany nuncjuszem w Peru i arcybiskupem tytularnym Abari, odebrał sakrę biskupią 16 września 1973 z rąk kardynała Paolo Bertoliego. W listopadzie 1978 został przeniesiony na funkcję nuncjusza w Libanie, w sierpniu 1982 na nuncjusza w Brazylii. W latach 1992–1994 był nuncjuszem we Włoszech.
26 listopada 1994 Jan Paweł II mianował go kardynałem, nadając diakonię Sacro Cuore di Cristo Re. Kardynał Furno pełnił kilka funkcji honorowych – Wielkiego Mistrza Zakonu Rycerskiego Grobu Bożego w Jerozolimie (od grudnia 1995 do czerwca 2007), delegata papieskiego przy patriarchalnej bazylice św. Franciszka w Asyżu (1996–1998), archiprezbitera patriarchalnej bazyliki S. Maria Maggiore w Rzymie (1997–2004), z racji ten ostatniej funkcji był legatem papieskim na zamknięcie Świętych Drzwi w bazylice na koniec obchodów Roku Jubileuszowego 2000 (styczeń 2001). Ponadto reprezentował Jana Pawła II jako specjalny wysłannik m.in. na obchodach 100-lecia ewangelizacji Republiki Środkowoafrykańskiej w styczniu 1995 oraz na XIII Narodowym Kongresie Eucharystycznym Brazylii w Vitoria (luty 1996).
W grudniu 2001 ukończył 80 lat i utracił prawo udziału w konklawe. W lutym 2005 został promowany do rangi kardynała prezbitera, zachował diakonię Sacro Cuore di Cristo Re jako tytuł prezbiterski na zasadzie pro hac vice. W maju 2006 otrzymał nowy tytuł kardynalski prezbitera Sant’Onofrio (poprzednio należący do samoańskiego kardynała Pio Taofinuʻu).
Zmarł 9 grudnia 2015 w Rzymie.